# Xabier Zabaltza
Xabier Zabaltza Pérez-Nievas (Tudela, 1966) es un historiador y escritor español en lenguas española y vasca. 

## Biografía
Especializado en el estudio de las lenguas y los nacionalismos, propugna un vasquismo cultural y una «navarridad de rostro humano» equidistantes entre el navarrismo y el nacionalismo vasco. Su obra más conocida es Nosotros, los navarros, escrita originalmente en euskera, donde analiza la relación entre el País Vasco y Navarra de manera semejante a lo que Joan Fuster hizo en Nosaltres, els valencians respecto a Cataluña y la Comunidad Valenciana. Es, asimismo, uno de los divulgadores del término Vasconia para referirse a aquellas dos comunidades autónomas y el País Vasco Francés.
En su obra académica ha cuestionado la distinción tradicional entre nacionalismo étnico y nacionalismo cívico y ha criticado la versión española del concepto de patriotismo constitucional por considerar que tergiversa el sentido originario que posee en alemán, especialmente en la obra de Habermas, para convertirse en una mera variante del nacionalismo español. Finalmente, ha propuesto también la superación del legado antiespañol de Sabino Arana por parte del nacionalismo vasco mediante una síntesis entre el fuerismo del País Vasco Español y el culturalismo del País Vasco Francés. Así, reivindica como contrapunto a Arana Goiri la figura del escritor suletino Augustin Chaho, de cuya vida y obra realiza una interpretación muy distinta a la de Jon Juaristi, por ejemplo.